# Armand Van Helden
Armand Van Helden (født  16. februar 1970 i Boston, Massachusetts) er en amerikansk pladeproducer, DJ og remixer Han er søn af en hollandsk-indonesisk far og en fransk-libanesisk mor. 
Blandt hans tidligere succeser kan nævnes hans remix af Tori Amos-nummeret "Professional Widow" og hans egen single "U Don't Know Me", som toppede de engelske hitlister i 1999.
Senere har Armand Van Helden desuden arbejdet med navne som Britney Spears, The Rolling Stones, P. Diddy, Janet Jackson og Daft Punk.